# WE Charity

Logo von Free The Children

WE Charity (vormals Free The Children; deutsch „Befreit die Kinder“) ist ein international tätiges Kinderhilfswerk mit Sitz in Toronto, Kanada.

## Gründung
Die Organisation wurde 1995 von dem damals 12-jährigen Kanadier Craig Kielburger gegründet. Dieser hatte vom Engagement des pakistanischen Jungen Iqbal Masih erfahren, der im Alter von 4 Jahren an eine Teppichfabrik verkauft worden war, aus der Schuldknechtschaft entkommen konnte, sich danach für die Befreiung anderer versklavter Kinder einsetzte und schließlich mit 12 Jahren ermordet wurde.
Das Schicksal Iqbals inspirierte Kielburger, ebenfalls etwas gegen die Ausbeutung von Kindern zu unternehmen und zu diesem Zweck Free The Children zu gründen. Zu Beginn führte er die Organisation zusammen mit 11 Schulfreunden. Die gesamte Organisation mit allen Ländersektionen wird von Kindern und Jugendlichen geführt, weltweit hat Free The Children etwa eine Million Unterstützer.

## Projekte
Heute ist die Organisation in mehr als 45 Ländern aktiv. Der Schwerpunkt liegt auf dem Zugang zu Bildung; nach eigenen Angaben wurden über 400 Schulen gebaut, in denen 35.000 Kindern eine Ausbildung ermöglicht wird. Im Gesundheitsbereich wurden Gesundheitsstationen für 500.000 Menschen in 40 Ländern gebaut. 125.000 Menschen erhielten Zugang zu sauberem Trinkwasser. Darüber hinaus hilft die Organisation armen Familien mit der Schaffung kleiner Einkommensquellen, damit die Familie nicht mehr auf ein zusätzliches Einkommen der Kinder angewiesen ist und die Kinder zur Schule statt zur Arbeit gehen können. Hiervon haben bisher 20.000 Menschen profitiert.

## Kritik
Das kanadische Nachrichtenmagazin The Fifth Estate, das von CBC/Radio-Canada produziert wird, deckte auf, dass WE Charity mehreren Spendern Fotos derselben Schulhäuser geschickt hat, von denen die Organisation behauptete, dass der jeweilige Spender sie vollständig finanziert habe. Die Verwendung der Spendengelder sei intransparent und lege den Verdacht auf Missbrauch nahe.

## Auszeichnungen
Im Jahr 1997 erhielt die Organisation den State of the World Freedom Award. 1998 wurde die Organisation mit der Roosevelt Freedom Medal ausgezeichnet. 2002, 2003 und 2004 war die Organisation für den Friedensnobelpreis nominiert.